# Andrej Babiš
Andrej Babiš, född 2 september 1954 i Bratislava i nuvarande Slovakien, är en tjeckisk affärsman och politiker som var Tjeckiens premiärminister från den 13 december 2017 till den 17 december 2021. Han representerar partiet ANO 2011, som han själv grundat.